# Platypalpus ballistrarius
Platypalpus ballistrarius är en tvåvingeart som beskrevs av Axel Leonard Melander 1927. Platypalpus ballistrarius ingår i släktet Platypalpus och familjen puckeldansflugor.
Artens utbredningsområde är Virginia. Inga underarter finns listade i Catalogue of Life.